# Luronium
 Luronium é um gênero da família alismataceae. São plantas aquáticas.

## Espécies
Luronium natans (L.) Raf.
| sinonímia = Elisma natans Buchen.